# Глодени (деревня, Васлуй)
Глодени (рум. Glodeni)— деревня, расположенная в жудеце Васлуй в Румынии. Административно подчинена городу Негрешти.

## География
Деревня расположена в 289 км к северу от Бухареста, 27 км к северо-западу от Васлуя, 35 км к югу от Ясс.

## Население
По данным переписи населения 2002 года в селе проживали 300 человек.

### Национальный состав
| Национальность | Кол-во человек | Процент |
| -------------- | -------------- | ------- |
| Румыны         | 299            | 99,7 %  |
| Не указали     | 1              | 0,01 %  |

### Родной язык
| Язык       | Кол-во человек | Процент |
| ---------- | -------------- | ------- |
| Румынский  | 299            | 99,7 %  |
| Не указали | 1              | 0,01 %  |